# Islas Urukthapel
Las  Islas Urukthapel (en inglés: Urukthapel Islands; también llamadas Ngeruktabel) son un grupo de islas del Pacífico occidental que forman parte de la República de Palaos.  Pertenecen al archipiélago de las islas Chelbacheb (Islas Rock) y se encuentran a 4 kilómetros al suroeste de la isla de Koror, y a 3 km al oeste de las Islas Ulebsechel. 
El grupo está formado por más de 80 boscosas islas. Por mucho, la mayor de las islas, es Urukthapel (Ngeruktabel), con una superficie de 19,09 km². Todas las islas están deshabitadas.